# 孔金斯科耶 (汉特-曼西自治区)
孔金斯科耶（羅馬化：Kondinskoye）是俄罗斯汉特-曼西自治区的市级镇，属该自治区的孔达区管辖。地处汉特-曼西自治区南部，位于鄂毕河流域额尔齐斯河一支流孔达河畔，在区行政中心梅日杜列琴斯基东偏北、自治区首府汉特-曼西斯克西南方。距离较近的城市有乌拉伊，以及秋明州的托博尔斯克。
该地2022年人口有2,713人；2010年人口3,616；2002年人口4,086；1989年人口5,125。